# Ат-Баш
Ат-Баш (крим. At Baş, ат — кінь, баш — голова, за назвою невеликої скелі на південному відрозі) — гора в Криму, Ай-Петринська яйла. Висота 1196 метрів над рівнем моря.
Асиметрична пірамідальна вершина південної бровки Ай-Петринської яйли з пологим північним схилом і скельним обривом на південь. За 6 км на захід від гори Ай-Петрі, за 2 км на північ від селища Лімена (Голуба Затока).